# ルーレット式おみくじ器

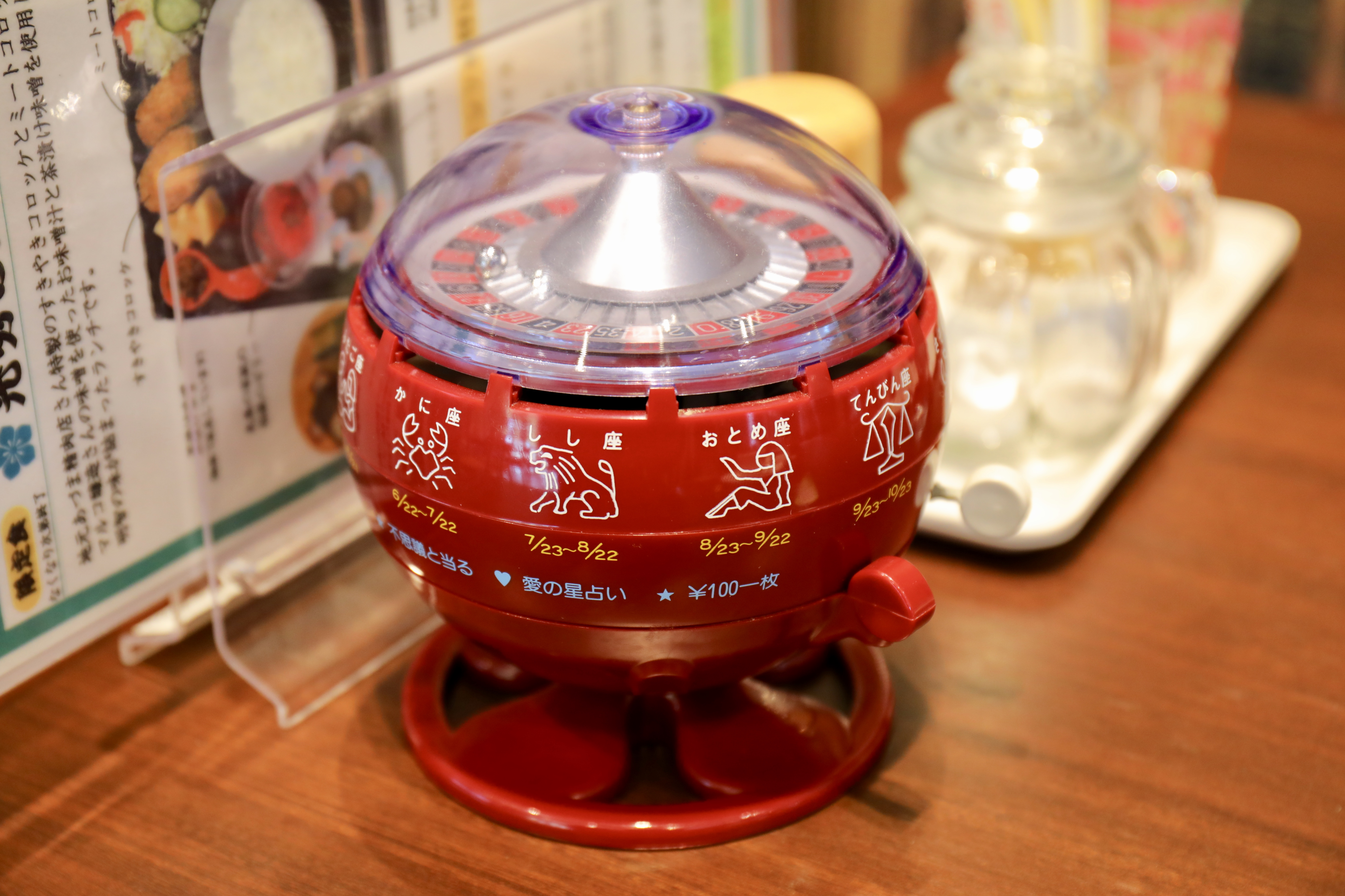
飲食店のテーブル上に設置された「ルーレット式おみくじ器」
（2019年4月、岐阜県にて撮影）

ルーレット式おみくじ器（ルーレットしきおみくじき、卓上おみくじ器）は、自動販売機の一つ。正式名称は「卓上小型自動販売機」である。

## 概要
多くは喫茶店やレストランなど飲食店のテーブル上に設置されており、100円硬貨を投入してレバーを引くと本体上部のルーレットが回転し、ロール状に巻かれた小さなおみくじが排出される仕組みになっている。硬貨の投入口は黄道十二星座別に分かれており、自分の該当する星座の投入口に硬貨を入れ、ルーレットが示した数字とおみくじの数字を照らしあわせて占う手順となっている。血液型を元に占うタイプもある。
2014年（平成26年）現在、製造・保守を行っているのは岩手県滝沢市鵜飼狐洞の金属加工業者である有限会社北多摩製作所のみである。同社では、本業のかたわら副業として1983年（昭和58年）から製造を行っている。当時、他社の製品において本体の上部部分が灰皿になっているものが流行っていたことから、同社ではドライフラワーを施した製品を販売したがあまり売れず、後にギャンブル好きな客を視野に入れ、当時まだ珍しいものであったルーレットを取り付けることになったという。おみくじの排出と同時にルーレットを回転させる構造の開発に3年かかったとしている。稼働には電源が一切不要で、不正や悪戯を防止するため100円以外の硬貨は使えない仕組みとなっている。かつては実用新案権が登録されていた。「今から新規に製造しようとする人はいない」「100円硬貨しか受け付けない仕組みの調整は他社に真似できない」などといった理由で2012年時点では更新していない。本体内部にはおみくじが最大59枚充填可能である。おみくじは150種存在し、くじの内容は販売開始当初から変更していなかったが、2012年（平成24年）頃に時代に合わせて内容が一部変更された。
昭和50年代当時には星占いブーム、喫茶店ブームが起こったこともあって、最盛期には年間約20万台を製造、1店舗だけで月に約8万円売り上げを出すこともあったという。製造開始当時、コーヒー1杯の相場が150 - 200円であった時期から1回100円で提供していたため、店舗側の利益率も高かったとしている。その後は喫茶店自体の減少もあってブームは去り、北多摩製作所1社のみが細々と製造を続けていたが、2013年（平成25年）に自社ホームページを立ち上げて製品情報を掲載しメールで注文を受け付けるようになってから問い合わせが急増。2014年（平成26年）現在で月間約100台、2017年（平成29年）現在で月間約200台ないし年間約2000台製造されており、設置している店舗数は約200軒であるとも、稼働台数は推定100万台であるとも報じられている。NHKの2013年度（平成25年度）上半期の連続テレビ小説『あまちゃん』においてルーレット式おみくじ器が登場したことから、再び注目を集めるようになった。
本体は1台約8000円で販売しているが、基本的にはリース契約であり設置費用はかからず、売上金の30%が店舗側に配分される仕組みとなっている。個人向けの販売は2010年代に入ってから開始し、2016年（平成28年）現在は売上の約半数が個人向け販売である。
各種イベントで特別バージョンが製造されることもあり、例としてフジテレビ『お台場冒険王』用に「トロバージョン」が製造された事例や、滝沢市の市制移行記念として伝統行事『チャグチャグ馬コ』をあしらったバージョンが製造された事例がある。また、滝沢市のふるさと納税の特典品にも選ばれている。

## 類似品
1970年代に流行した類似品に「Secret Ball」が存在した。こちらは100円硬貨を入れると運勢を記載した紙の入ったボールが排出される形式となっている。